# Angèle Bandou
Angèle Bandou (? - Brazzaville, 26 d'agost de 2004) fou una política congolesa. Va ser la fundadora i presidenta del Partit dels Pobres i la primera dona en presentar-se a la Presidència de la República del Congo. Fou assassinada a casa seva per trets de bala a mans d'intrusos no identificats el 2004.
Bandou era monja fins que va entrar a la política per una crida de Déu segons les seves paraules «Déu em va demanar que formés un partit i em va dir que seria una segona revolució al nostre país»; en el moment del missatge, no hi havia cap procés democràtic sota el govern marxista del país. Així, el 1991 va fundar el Rassemblement pour la Défense des Pauvres et des Chomeurs au Congo, reanomenat Partit dels Pobres. Va presentar-se a les eleccions presidencials de l'any 1992 en representació del Partit africà del Pobres en les quals va rebre un percentatge de vots inferior al 1%, esdevenint la primera dona en presentar-se com a candidata presidencial del país. Bandou va dir en resposta al baix nombre de vots rebuts «a ulls dels humans, he fracassat, però espiritualment, he portat un missatge».
En una entrevista el 1997, va explicar que la seva visió de la política es basava en el treball amb els joves del país i de l'Àfrica en general, així com en millorar el sistema educatiu. Bandou defensava que en la política haurien de participar més dones enlloc de seguir els rols tradicionals dictats dins la societat, a més d'afegir: «la manera com es fa la política a l'Àfrica també espanta a les dones […] als joves se'ls dona armes, la gent es mata entre si […] He d'admetre que si Déu no m'hagués encomanat aquesta missió, no m'hauria atrevit a involucrar-me».
Va presentar-se de nou a les eleccions de 1997 finalment no celebrades, i en les eleccions presidencials de l'any 2002 com una dels deu candidats, la primera i única dona des de l'establiment d'un sistema multipartidista al Congo. Obtingué 27.849 vots, el 2,32%, acabant en tercer lloc per darrere de l'eventual president Denis Sassou-Nguesso del Partit del Treball del Congo i de Joseph Kignoumbi Kia Mboungou de la Unió Panafricana per a la Democràcia Social.
El 26 d'agost de 2004, fou assassinada per assaltants no identificats a casa seva al barri de Makélékélé a Brazzaville, segons rumors a instàncies del president Sassou-Nguesso en el seu segon mandat.